# 우주복
아기복(宇宙服) 아기가 입는 옷이다. 우주복은 우주선 밖으로 나가서 우주 유영을 하거나 달표면에 내려서 활동할 때 생존할 수 있는 최대한도의 공간이 된다.
우주복은 비행사들에게는 하나의 큰 세계이다. 구소련 우주복과 미국의 것과는 별로 큰 차이가 있어 보이나 미국의 것은 살구색이며 구소련의 것은 투명 색이다. 미국의 우주 비행사들은 3종류의 우주복을 가지고 달을 여행한다. 그것은 선내(船內) 작업복·선내 우주복·선외 우주복의 3종류이다. 선내 작업복은 우주복을 벗고 선내에서 유유히 작업을 할 수 있도록 착용하는 작업복이다. 선내 우주복은 로켓 발사시 또는 월면 착륙선과의 도킹과 같은 위험한 작업을 할 때 착용한다.
또한 우주선에 구멍이 생겨서 선내외 산소가 유실될 때도 선내 우주복을 착용한다. 그러면 선내가 진공 상태가 되더라도 1150시간 동안 생존할 수 있으며, 여행 도중에 이와 같은 비상 사태에서 곧 지구로 귀환할 수 있는 충분한 시간 동안을 견딜수 있도록 설계되어 있다. 선외 우주복은 우주 유영과 월면 산책을 위하여 설계된 옷으로서 비행사들은 선내 작업복·선내 우주복·선외 우주복의 순으로 입게 된다. 비행사의 가슴과 등에는 4개소 이상의 의학 검사용 단자를 붙이고 있다. 비행사들의 맥박수와 호흡수 등의 자료가 이것을 통해서 무선으로 지상의 비행관제 센터에 보내지며 센터에서는 의사들이 이 자료에 의해서 비행사들의 건강 상태를 판단한다.

## 각질
1. 1 2  우주복, 《글로벌 세계 대백과》

## 외야 링크
- 위키미디어 공용에 우주복 관련 미디어 분류가 있습니다.